# Kognitiva hjälpmedel
Kognitiva hjälpmedel, förr kallat begåvningshjälpmedel, är hjälpmedel som används för att underlätta i situationer som kräver högre kognitivt tänkande än vad vi klarar av. När det kommer till tekniska hjälpmedel i vardagen brukar begreppet välfärdsteknik användas.

## Tidsuppfattning
För många personer med intellektuell funktionsnedsättning kan användandet av vissa hjälpmedel vara avgörande för att klara av vardagen. Många personer med intellektuell funktionsnedsättning kan till exempel inte lära sig klockan eller att använda en almanacka. Detta leder både till osäkerhet över när saker och ting ska inträffa samt leder till stora svårigheter när det gäller att komma i tid. För att lösa detta finns olika former av hjälpmedel. Till exempel finns kvartur som visar tiden för två timmar i taget uppdelat i kvartar. Dessa kvartar kan man sedan matcha med bilder för att få en översikt om vad man ska göra de närmaste två timmarna. Ett annat exempel är Dygnsklockan som man ställer in över ett helt dygn. Detta kan vara bra för att veta om det är dag eller natt.
Även vanliga med extra tydliggörande almanackor kan vara bra att använda. I dessa kan man använda olika färger för de olika veckodagarna och bilder för vad som ska hända de olika dagarna.

## Vardagssituationer
Även personer med intellektuell funktionsnedsättning kan följa lätta recept om de är tydliga och utformade med bilder istället för text. Detsamma gäller inköpslistor. 
Ekonomi brukar också vara svårt att sköta för personer som har en intellektuell funktionsnedsättning. Bra hjälpmedel finns som datorprogram, men också som enklare versioner där man kan se hur stor del av en hundralapp som en viss vara kostar. Datorprogram som begåvningshjälpmedel blir allt vanligare. Det finns digitala almanackor och till och med kassasystem med bilder på till exempel maträtter och sedlar för att förenkla och göra det möjligt för personer med intellektuell funktionsnedsättning att stå i kassan. Bildskärmar med pekskärm förenklar och gör det möjligt att hitta rätt utan att förstå sambandet mellan datormusen och skärmen.
Men det är inte bara personer med intellektuell funktionsnedsättning som är i behov av kognitiva hjälpmedel. Ett exempel som används av många i vardagen är miniräknare, som underlättar för många när de ska räkna ut stora tal.

## Kognitiva hjälpmedel i Sverige
Det är landets kommuner och regioner som bär huvudansvaret för de olika hjälpmedlen. Detta leder till att det finns skillnader mellan olika kommuner gällande vad man kan få gratis och vad man har rätt till. Övergripande är att de numera finns speciellt ansvariga för begåvningshjälpmedel på de olika kommunala hjälpmedelscentralerna.
Personer med intellektuell funktionsnedsättning har dock rätt att få hjälp för att klara sin vardag och bli så självständig som möjligt. Trots detta har de ofta själva svårt att begära vad de behöver utan är beroende av att anhöriga kan kräva detta från kommunen.